# Angelique
Angelique (アンジェリーク?, Anjerīku) è una serie di videogiochi, principalmente simulatori di appuntamenti, pubblicata esclusivamente in Giappone, se non si tiene conto di una versione del primo videogioco pubblicata non ufficialmente in Cina. Il primo videogioco della serie è stato pubblicato per Super Nintendo nel 1994. La serie è stata successivamente adattata in vari manga ed anime.

## Trama
La storia base della serie è costruita attorno ad una regina che lealmente e saggiamente governa un Cosmo. Equilibrando le forze elementari, con l'aiuto di nove Guardiani, la regina tiene i vari pianeti e gli abitanti in equilibrio stabile. Tuttavia i poteri della regina e dei guardiani stanno lentamente indebolendosi, e dei successori devono essere nominati. Nel primo gioco della serie, così come nei suoi vari remake, la protagonista è una diciassettenne chiamata Angelique Limoges scelta dalla regnante regina e dalla sua aiutante Dia, come una delle due possibili candidate provenienti dalla Royal Smallney Girls' Academy per prendere il suo posto. Angelique viene quindi trasportata nella Città Volante per sottoporsi all'esame finale.
A ciascuno dei candidati viene affidata una terra da popolare. Chi fra di loro porta per primo a termine questa missione prenderà il posto di regina. Ciò avviene con l'ausilio di nove guardiani che utilizzano i propri poter per rendere le candidate regine e gli abitanti delle loro terre felici e soddisfatti, o per devastare le terre della candidata avversaria. Nel corso del gioco, le candidate stringono amicizia con i Guardiani e possono persino innamorarsi. Se però scelgono l'amore, le candidate perdono la propria possibilità di diventare regine.
Nei capitoli successivi del gioco, la storia si espande, ma la maggior parte dei titoli della serie hanno protagonista sempre una ragazza di nome Angelique, affiancata da un cast di personaggi supplementari sempre maggiore. L'elenco dei potenziali interessi amorosi aumenta sino a 19 personaggi nei titoli successivi.

## Videogiochi

### Videogiochi di appuntamenti
- Angelique (アンジェリーク?)
Primo capitolo della serie. Angelique Limoges, una normale studentessa, è scelta per essere una candidata al titolo di regina, con l'aiuto del potere di nove guardiani. Angelique Voice Fantasy, Angelique Special, ed Angelique Retour sono tutte versioni di questo titolo. Angelique Duet è uno spin-off basato sulla prima versione che permette di scegliere anche la rivale, Rosalia de Catargena, come protagonista del gioco. Pubblicata originariamente per Sega Saturn e PlayStation il 30 luglio 1998, è stata rieditata per il Nintendo DS il 6 aprile 2006[1].
- Angelique Special 2 (アンジェリークSpecial2?)
Secondo capitolo della serie. Angelique Collet, una ragazza che vive nel cosmo governato dall'eroina del primo gioco, è scelta come candidata regina di un nuovo cosmo. I personaggi maschili di cui si può innamorare Angelique sono 15: nove guardiani, tre tutori e tre collaboratori. Pubblicato il 16 dicembre 1996 per il PC-FX. Successivamente fu pubblicato il 4 aprile 1997 per Windows, MacOS, Sega Saturn. L'11 aprile invece, uscì per PlayStation.[2]
- Angelique Trois (アンジェリーク トロワ?)
 Gioco sviluppato dalla Koei e pubblicato dalla NEC Home Electronics per PlayStation 2 il 22 novembre 2000[3] esclusivamente in Giappone. Angelique Collet, adesso regina di un nuovo cosmo, finisce in un piccolo cosmo, Arcadia, insieme agli altri personaggi di Angelique Special 2. Qui verrà liberata Elda, una strana creatura.
- Angelique Etoile (アンジェリーク エトワール?)
Quarto capitolo della serie. Protagonista è Ange, una ragazza abitante del cosmo governato dalla regina Angelique Limoges, che deve salvare il cosmo in quanto "Etoile legendaria". Sono presenti tutti i personaggi dei precedenti giochi, più tre nuovi guardiani. Pubblicato il 19 dicembre 2003 per Windows, e nel 16 settembre 2004 per PlayStation.[4]
- Neo Angelique (ネオ アンジェリーク?)
Un rinnovamento della serie con nuovi personaggi. Pubblicato il 4 marzo 2006 per PlayStation 2.[5]

### Videogioco di ruolo
- Angelique Tenkū no Requiem (アンジェリーク 天空の鎮魂歌?)

Un tradizionale videogioco di ruolo con alcuni elementi dei simulatori di appuntamenti e molteplici finali. Protagonista è  Angelique Collet, e la storia è ambientata nel cosmo governato da Angelique Limoges. Tuttavia la pace del cosmo viene minacciata da una misteriosa figura conosciuta come l'"imperatore".

### Altri giochi
- Fushigi no kuni no Angelique (ふしぎの国のアンジェリーク?)
Angelique Limoges è la protagonista. L'obiettivo è di esplorare la Città Volante per trovare la festa dei Guardiani. Benché so tratti di un videogioco rompicapo, contiene elementi dei simulatori di appuntamenti ed ha molteplici finali.
- Sweet Ange (スワィートアンジェ?)
Protagoniste sono le prime due eroine, le loro rivali, i nove guardiani ed i tutori e collaboratori. Scopo del gioco è preparare dei dessert ed ottenere dei premi. Benché so tratti di un videogioco rompicapo, contiene elementi dei simulatori di appuntamenti ed ha molteplici finali.

## Manga
- Angelique (Kairi Yura)
- Guruguru Angelique (ぐるぐるアンジェリーク?) (J.O. Oda)

## Animazione

### OVA
- Angelique: Shiroi Tsubasa no Memoire (アンジェリーク 白い翼のメモワール?) (2000; 2 episodi)- seguito degli eventi del gioco
- Angelique: Seichi yori Ai o Komete (アンジェリーク 聖地より愛をこめて?) (2001; 3 episodi)
- Angelique Twin Collection (アンジェリークTWINコレクション?) (2002; 8 episodi)
- Angelique (オリジナルビデオアニメーション アンジェリーク?) (2004; 3 episodi)- Basato sui videogiochi; cronologicamente è la prima serie.

### Serie televisive
- Koi suru Tenshi Angelique: Kokoro no Mezameru Toki (恋する天使アンジェリーク 〜心のめざめる時〜?) (2006; 13 episodi)
- Koi suru Tenshi Angelique ~ Kagayaki no Ashita ~ (恋する天使アンジェリーク 〜かがやきの明日〜?) (2007; 12 episodi)
- Neo Angelique Abyss (ネオアンジェリーク Abyss?) (2008, 13 episodi)
- Neo Angelique Abyss -Second Age- (ネオ アンジェリーク Abyss -Second Age-?) (2008, 13 episodi)

## CD Drama

### Serie Gaiden
- Angelique Gaiden: Infinite Scale (アンジェリーク外伝 無限音階?)
- Angelique Gaiden 2: Outline in Crimson (アンジェリーク外伝2 緋の輪郭?)
- Angelique Gaiden 3: Mirrors of the Forbidden Land (アンジェリーク外伝3 禁域の鏡?)'
- Angelique Gaiden 4: Rainbow Memories (アンジェリーク外伝4 虹の記憶?)

## Personaggi
- Angelique Limoges
  - Età: 17
  - Ruolo: Candidata Regina
  - Doppiato da: Yuri Shiratori
  - Personalità: Allegra e cordiale, un po'  goffa.

- Rosalia de Catargena
  - Età: 17
  - Ruolo: Candidata Regina
  - Doppiato da: Kotono Mitsuishi
  - Personalità: Fiduciosa e dignitosa.

- Julious
  - Età: 25
  - Ruolo: Guardiano della luce
  - Doppiato da: Show Hayami
  - Personalità: Freddo ed austero

- Clavis
  - Età: 25
  - Ruolo: Guardiano dell'oscurità
  - Doppiato da: Kaneto Shiozawa, Hideyuki Tanaka
  - Personalità: Oscuro e indecifrabile

- Luva
  - Età: 26
  - Ruolo: Guardiano della terra
  - Doppiato da: Toshihiko Seki
  - Personalità: Sincero e caldo

- Oscar
  - Età: 22
  - Ruolo: Guardiano del fuoco
  - Doppiato da: Horiuchi Kenyuu
  - Personalità: Playboy

- Lumiale
  - Età: 21
  - Ruolo: Guardiano dell'acqua
  - Doppiato da: Nobuo Tobita
  - Personalità: Gentile e delicato

- Olivie
  - Età: 22
  - Ruolo: Guardiano dei sogni
  - Doppiato da: Takehito Koyasu
  - Personalità: Frizzante e vivace

- Randy
  - Età: 18
  - Ruolo: Guardiano del vento
  - Doppiato da: Nobutoshi Canna, formerly known as Nobutoshi Hayashi
  - Personalità: Sincero ed appassionato

- Zephel
  - Età: 17
  - Ruolo: Guardiano del metallo
  - Doppiato da: Mitsuo Iwata
  - Personalità: Ribelle

- Marcel
  - Età: 14
  - Ruolo: Guardiano del verde
  - Doppiato da: Hiro Yūki
  - Personalità: Dolce ed innocente